# Arquitectura abierta
Arquitectura abierta es un tipo de arquitectura de ordenadores o arquitectura de software que permite añadir, modernizar y cambiar sus componentes. Por ejemplo, el IBM PC tiene una arquitectura abierta, mientras que el ordenador personal Amiga 500 tiene una arquitectura cerrada, donde el fabricante del hardware escoge los componentes, y normalmente no son actualizables.
La arquitectura abierta se extendió en 1999 al contexto del diseño arquitectónico de edificios por medio del grupo Architecture for Humanity, proyecto finalizado en 2015 y continuado por el Open Architecture Collaborative.
La arquitectura abierta permite a los potenciales usuarios ver el interior de todo o parte de la arquitectura sin ninguna restricción propietaria. Los procesos de negocio abiertos relacionados con una arquitectura abierta pueden necesitar de algunos acuerdos de licencia entre las entidades que comparten la información de la arquitectura.

## Características

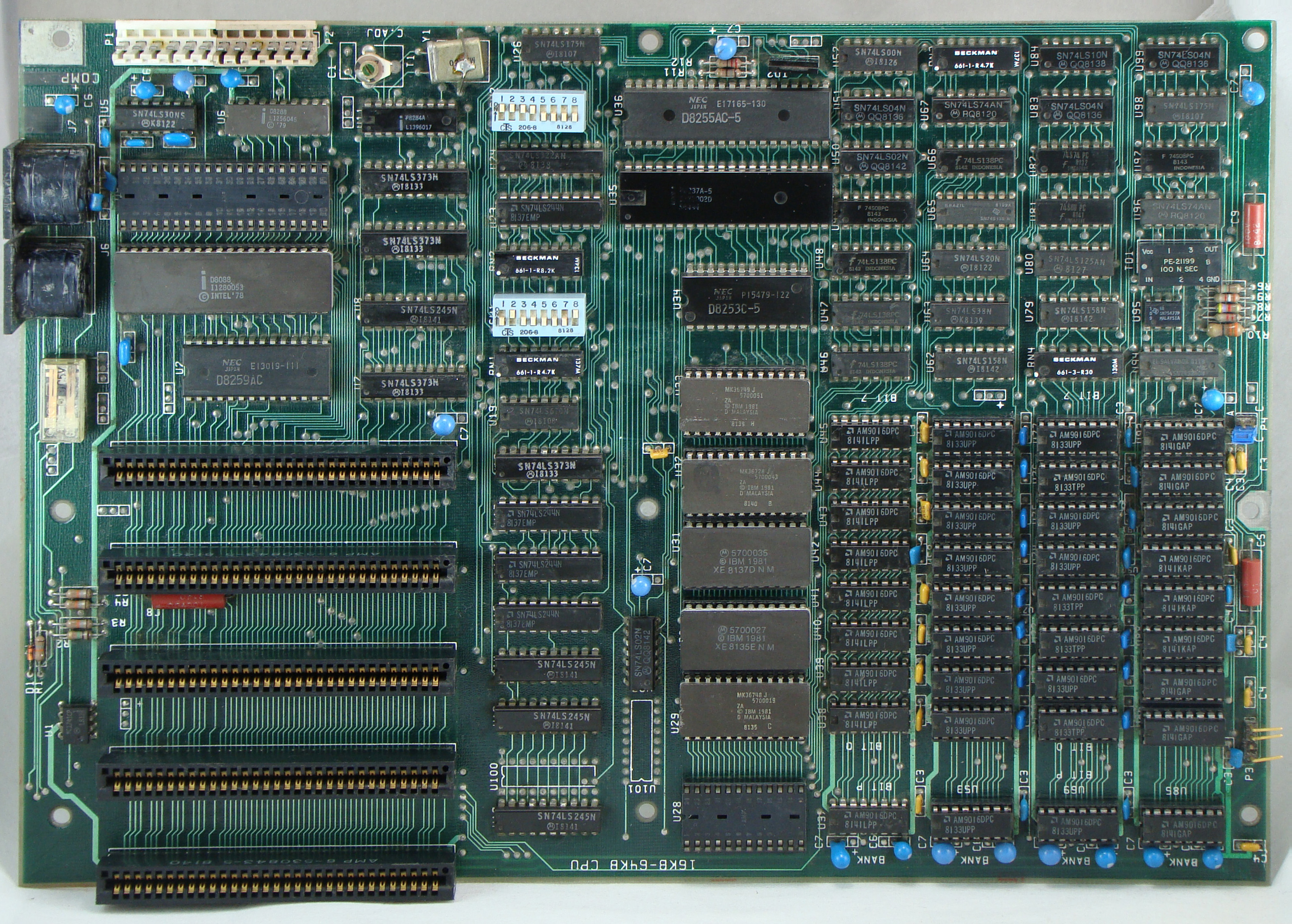
Tarjeta o placa madre IBM PC (1981)

Los productos de arquitectura abierta pueden ser fácilmente expandidos y extendidos por los usuarios en comparación con los productos propietarios. La arquitectura abierta expone algunas o todas las especificaciones del producto requeridas por los desarrolladores e integradores, pero también incluye aquellas que requieren la adquisición de licencias en ese momento. El sistema de arquitectura abierta realiza un uso menos restrictivo para los usuarios y otros equipos al proporcionar varias combinaciones con portabilidad e interoperabilidad. La arquitectura abierta es importante en la estructura de la red, las computadoras, el sistema operativo, etc., incluyendo otras aplicaciones - hardware y aplicación - donde el software se crea para adaptarse a esas estructuras, incluidas aquellas que no están abiertas.
Ejemplos representativos de arquitectura abierta incluyen IBM PC y las máquina compatibles IBM, Unix, Linux, etc. que muchos proveedores adoptaron. En el caso de una PC de IBM, como resultado de divulgar un diagrama de circuito básico y BIOS, se logró crear un mercado al producir enormes activos de software y hardware, y brindó la oportunidad de convertirse en una empresa de software gigante a Microsoft.
Existen varios métodos y formas: la adopción de métodos públicos, que incluyen la concesión de licencias desde el principio al público como código abierto, estandariza y comparte con varias afiliaciones y organismos de estandarización y las que proporcionan tecnologías patentadas protegidas por derechos de autor y patentes sin cargo o a bajo precio.